# Eulimene (Tochter des Kydon)
Eulimene (altgriechisch Εὐλιμένη Euliménē) ist eine Frauengestalt der Griechischen Mythologie.
Eulimene war die Tochter des Königs Kydon von Kreta und hatte einen heimlichen Liebhaber namens Lykastos, obwohl sie von ihrem Vater bereits dem damals berühmten Kreter Apteros versprochen worden war. Als sich mehrere Städte der Insel gegen Kydon erhoben und nicht besiegt werden konnten, befragte der Herrscher das Orakel, wie er die Situation am besten meistern könne. Auf die Antwort, dass den Landesheroen eine Jungfrau geopfert werden müsse, ließ er diese per Los bestimmen, das auf Eulimene fiel.
Lykastos wollte ihre Opferung durch das Geständnis seiner Liebesbeziehung zu ihr verhindern, doch wurde nun erst recht ihr Tod beschlossen. Nach ihrer Tötung wurde auf Weisung ihres Vaters ihr Leichnam geöffnet, wobei sich herausstellte, dass sie tatsächlich schwanger gewesen war. Apteros war darüber sehr verärgert und ermordete Lykastos, musste aber für diese Untat nach Karien zu Xanthos von Termera fliehen.